# Банк лекцій
Банк Лекцій — мережеве зібрання відеозаписів наукових і науково-популярних лекцій, прочитаних науковцями України і світу на території України.
Проєкт розраховано на широкий загал користувачів, тому відеоматеріали у Банку Лекцій згруповано за ступенем складності:
- науково-популярні (лекції, які були прочитані на заходах у рамках популяризації науки або записані в телевізійній студії) для користувачів без якогось рівня фахової підготовки;

- для маленьких — лекції для дітей віком до 10-11 років
- для школярів: — загальні — в рамках шкільної програми та для підготовки до ЗНО;

- ускладнені — в рамках підготовки до спеціалізації у ЗВО та позашкільної наукової освіти в Малій академії наук України;
- для студентів: — навчальні — у рамках навчальних програм ЗВО

- ускладнені — лекції для тих студентів, хто обирає після закінчення ЗВО наукову діяльність;
- для фахівців (лекції для науковців у рамках обміну досвідом ознайомлення з науковою роботою в інших країнах світу).

Банк Лекцій було відкрито 1 червня 2016 року як складову частину проєкту Наукова Світлиця за технічної підтримки інтернет-проєкту Інтелект TV Малої академії наук України. За станом на 10 липня 2018 року в Банку накопичено понад 850 лекцій українською, англійською, польською, турецькою та російською мовами.

## Лектори проєкту
Відомі українські науковці та науковці з інших країн світу: Блюм Ярослав, Дзеверін Ігор, Чурюмов Клим, Досенко Віктор, Кондрашов Олексій, Гельфанд Михайло, Франк-Каменецький Максим, Галперін Бертран, Бінаккер Карло;
Провідні науковці Гарвардського університету, Массачусетського технологічного інституту, Говардського університету (США), Науково-дослідного інституту імені Вейцмана (Ізраїль), Ексетерського університету (Велика Британія), Майнцького університету (Німеччина), Swiss Federal Laboratories for Materials Science and Technology (Швейцарія), Instituto de Física de São Carlos (Бразилія), Nanyang Technological University (Сінгапур); Кембриджського університету і Університету Monash (Австралія).
Відомі популяризатори науки: Казанцева Ася тощо.

## Партнери проєкту
Ради молодих вчених НАН України
Державний фонд фундаментальних досліджень
Мала академія наук України
Інститут високих технологій КНУ ім. Т. Г. Шевченка [Архівовано 10 листопада 2014 у Wayback Machine.]
Проєкт «Моя наука» [Архівовано 25 листопада 2016 у Wayback Machine.]
Проєкт «Наукові пікніки»
Вільний університет Майдан моніторинг
Товариство «Знання»